# مارشال بي. ويب
مارشال بي. ويب (بالإنجليزية: Marshall B. Webb)‏ هو ضابط أمريكي، ولد في 27 نوفمبر 1961 في الولايات المتحدة.